# 트윙클 칸나
트윙클 칸나(힌디어: ट्विंकल खन्ना, 영어: Twinkle Khanna, 1973년 12월 29일 ~ )는 인도의  인테리어 디자이너, 뉴스 칼럼니스트, 영화 제작자, 전직 배우이다. 패드맨 등의 영화 제작에 참여했다.

## 참여 작품

### 배우
- 킹 (영화)
- 컴온, 마이 브라더
- 조디 넘어 원

### 프로듀서
- 패드맨